# 莫爾國家公園
莫爾國家公園（英語：Mole National Park）是西非國家加納最大的國家公園，位於該國西北部，佔地4,840平方公里，成立於1958年，海拔高度150米，每年平均降雨量超過1,000毫米，野生動物包括非洲象、河馬、水牛、疣豬、水羚、赤羚、馬羚、狷羚、麂羚、東非狒狒、綠猴、赤猴、疣猴、侏儒鱷、非洲狹吻鱷、鬣狗、獅子、豹等。